# Општина Чохорани (Јаши)
Чохорани (рум. Ciohorãni) општина је у Румунији у округу Јаши.
Oпштина се налази на надморској висини од 309 m.

## Становништво

### Хронологија
| Година       | 2005 | 2006 | 2007 | 2008 | 2009 | 2010 | 2011 | 2012 | 2013 | 2014 | 2015 | 2016 | 2017 |
| ------------ | ---- | ---- | ---- | ---- | ---- | ---- | ---- | ---- | ---- | ---- | ---- | ---- | ---- |
| Становништво | 1887 | 1916 | 1945 | 1986 | 2010 | 2004 | 2012 | 2017 | 1996 | 2011 | 2015 | 2020 | 2010 |